# Mahan Air
Mahan Airlines eller Mahan Air (persisk: هواپیمایی ماهان) er et privat flyselskab grundlagt i Tehran, Iran. Flyselskabet opererer med indenrigsflyvninger og regionale flyvninger inden for Fjernøsten, Mellemøsten, Centralasien og Europa. Hovedbasen er i Teheran Imam Khomeini Internationale Lufthavn og Mehrabad Lufthavn, Iran